# 풍크 (영화)
《풍크》(Phoonk)는 인도에서 제작된 람 고팔 바르마 감독의 2008년 공포 영화이다. 이 영화는 미신과 흑마법에 기반을 둔다. 박스오피스에서 여러 매체에 의해 블록버스터급으로 선언되었다. 아누 안사리 등이 주연으로 출연하였고 아잠 칸 등이 제작에 참여하였다.

## 출연

### 주연
- 아누 안사리
- 슈리 바와

### 조연
- 가네시 야다브
- 아사스 차나
- 케니 데사이
- 릴레트 듀비
- 자키르 후세인
- 끼쇼르 까담
- 바랫 카울
- 애쉬위니 칼세카르
- 암루타 칸빌카르
- K.K. 라이나
- 자베드 리즈비
- 산커 사치데브
- 지오티 슈브해시
- 수딥

## 기타
- Line PD: 아딧야 싱
- 의상: 나아히드 샤